# Chinch’ŏl Iŏm
Chinch’ŏl Iŏm (이엄/利嚴) (ur. 870, zm. 936) – koreański mistrz sŏn, założyciel szkoły sŏn będącej odpowiednikiem chińskiej szkoły chan caodong i należącej do tzw. 9 górskich szkół sŏn.
Urodził się w Kyŏngju w rodzinie Kim.
Został mnichem i od 12 rż. praktykował u mistrza winai Tŏngnyanga w klasztorze Kayagap.
W 896 udał się do Chin, gdzie praktykował u mistrza chan szkoły caodong – Yunju Daoyinga (zm. 902). Przebywał w Chinach ponad 15 lat i po uzyskaniu przekazu Dharmy od swego nauczyciela w 911 powrócił do Silli.
Początkowo przebywał na górze Sŭnggwang, a następnie przeniósł się na górę Yŏnggak, aby uniknąć zamieszek spowodowanych przez złodziei. W okresie ogólnego chaosu był niezwykle szanowany przez pierwszego króla Koryŏ – Wanggŏna. Na jego prośbę nauczał w klasztorze Taehung, a następnie wybudował klasztor Kyŏngjo na górze Sumi w Haeju, na zachód od Kaegyŏng. Od nazwy góry jego szkoła nosiła nazwę sumi.
Jego stupa (kor. t'ap) nosiła nazwę Powŏlsŭnggong

## Linia przekazu Dharmy zen
Pierwsza liczba oznacza liczbę pokoleń mistrzów od 1 Patriarchy indyjskiego Mahakaśjapy.
Druga liczba oznacza liczbę pokoleń od 28/1 Bodhidharmy, 28 Patriarchy Indii i 1 Patriarchy Chin.
Trzecia liczba oznacza początek nowej linii przekazu w danym kraju.
- 36/9 Yaoshan Weiyan (761-834)
  - 37/10 Yunyan Tansheng (770-841)
    - 38/11 Dongshan Liangjie (807-869) szkoła caodong
      - 39/12 Yunju Daoying (zm. 902) (*także Hongjue)
        - 40/13/1 Chinch’ŏl Iŏm (870-936) szkoła sumi – Korea
          - 41/14/2 Ch'ǒgwang (bd)
          - 41/14/2 Toin (bd)
          - 41/14/2 Kyŏngsŭng (bd)
          - 41/14/2 Hyŏnjo (bd)